# Накода
Накода, стоні, стоуні - сіомовне індіанське плем'я переважно проживаюче в провінції Альберта в Канаді.

## Історія
Накода виділилися в окрему етнічну групу приблизно у 1744 році.
У XIX сторіччі стоні приєдналися до Залізної Конфедерації але в 1860-х роках вона була розформована.
У 1877 році члени народи накода підписали "Договір 6" з британською короною.
У 1877 році гірські стоуні підписали "Договір 7" за яким колонізатори могли використовувати землі корінних народів в обмін на резервні землі розміром  279 км2
З 1890 року до 1920 року вони були виселені зі своїх земель.
В 2010 році частина народності Накода повернулися з резервацій до своїх земель.

## Групи стоні
Стоні діляться на кілька груп, переважно за тереном розселення: 
1. Лісові стоні - переважно проживають у лісах північної Альберти.
2. Гірські стоні - проживають у районі Скелястих гір.

Сіуанські мови на мапі Північної Америки.

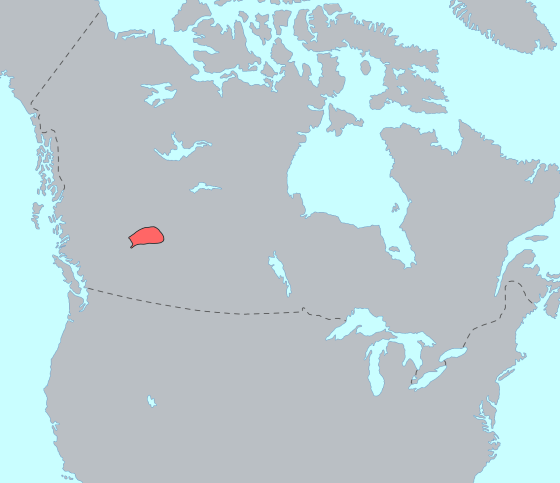
Розповсюдження мови стоні

## Галерея

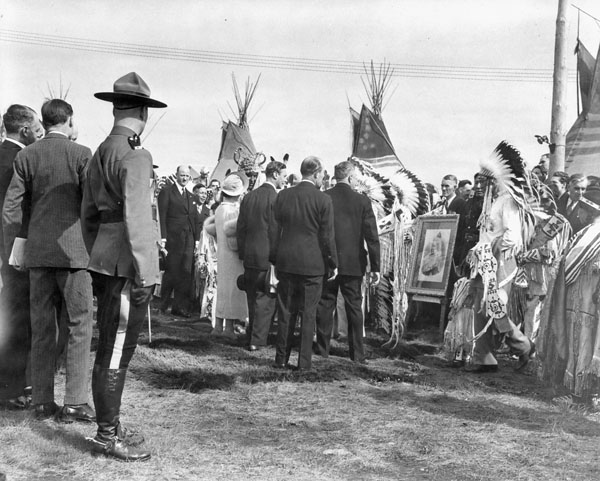
Король Георг VI і королева Єлизавета вітають вождів племені стоні.
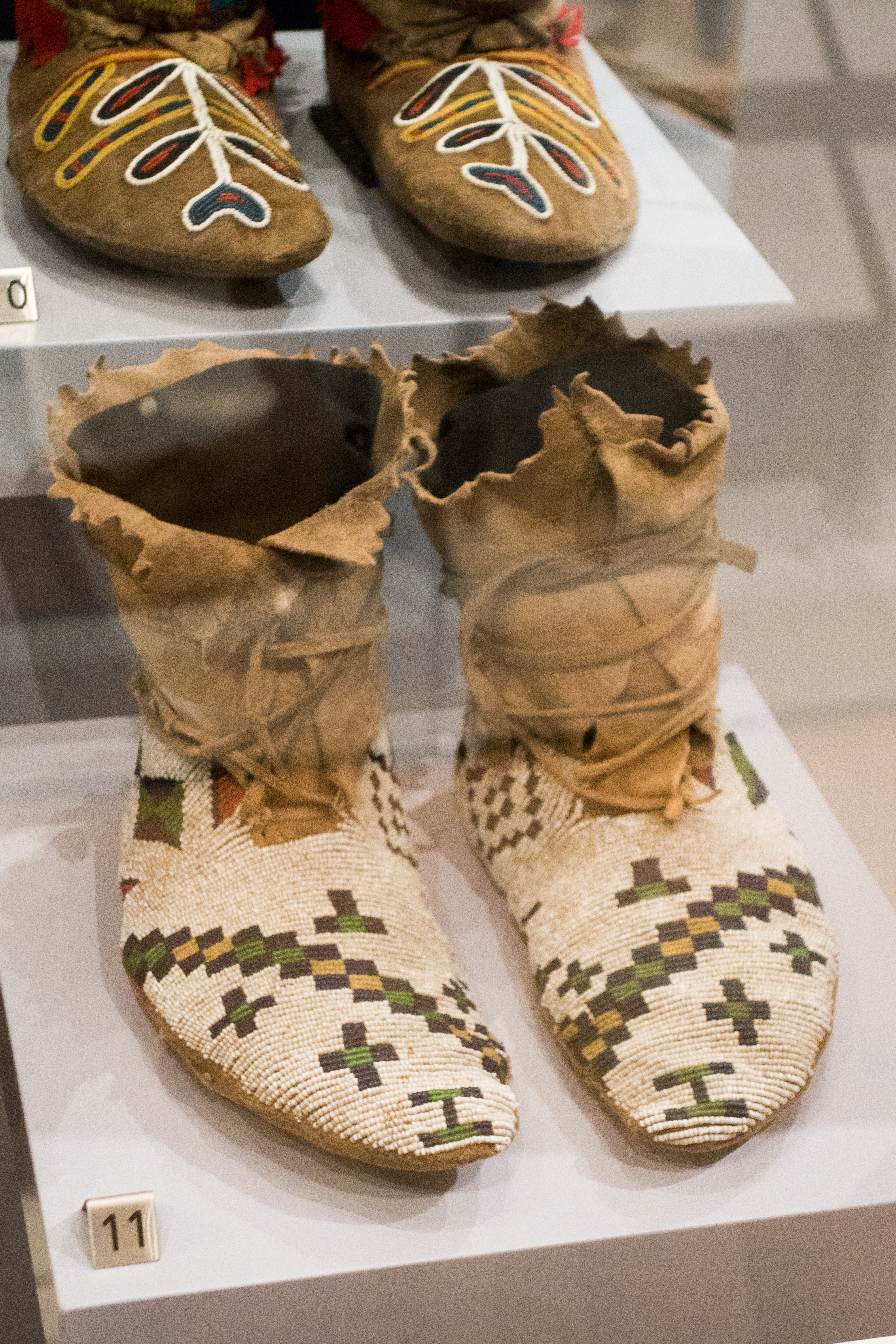
Національне взуття накода
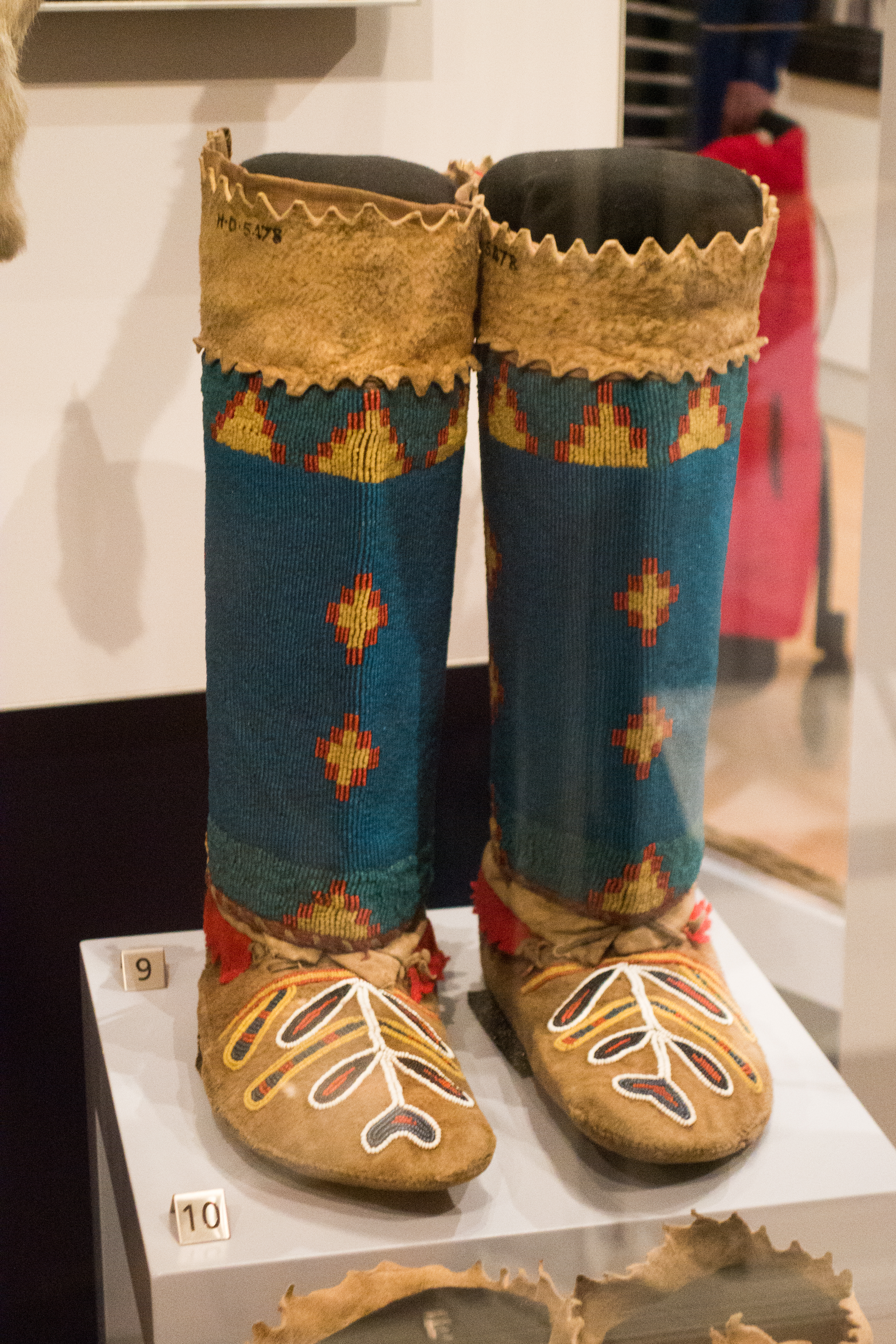
Національне взуття накода
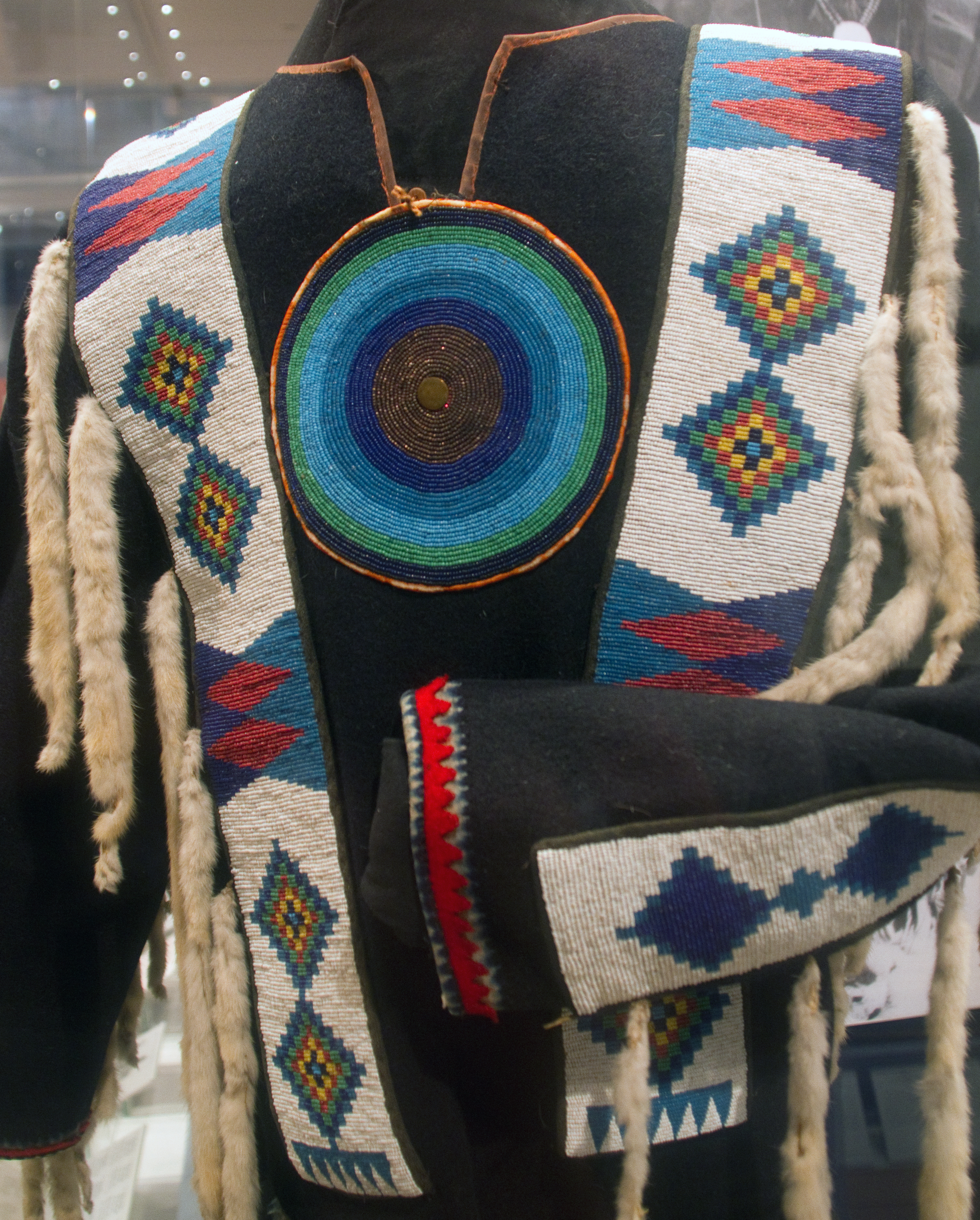
Національне вбрання накода

## Дв. Також
- Індіанці
- Залізна Конфедерація